# Side (stad)
Side (Grieks: Σίδη) was een antieke havenstad in Pamphylië, ongeveer 16 kilometer van Seleucia. De plaats is vooral bekend als toeristische bestemming en badplaats aan de Turkse Rivièra. Het ligt tussen de steden Antalya en Alanya, nabij de plaatsen Manavgat en Selimiye.
De historische binnenstad ligt op een schiereilandje van ongeveer 1 km lengte en 400 m breedte. In de hele stad zijn restanten van vroegere tijden te zien. Er zijn bijvoorbeeld restanten van een oude Griekse tempel, en een theater te zien. Dit Romeinse theater werd omstreeks de 4e eeuw onderdeel van de stadsmuur. In de 20e eeuw is het laatste deel van het oude aquaduct voorzien van een groot gat en wordt vaak gezien als oude Stadspoort, en er zijn andere oude huizen bewaard gebleven.

## Geschiedenis
Side ligt aan het oostelijk deel van de Pamphylische kust, ongeveer 20 kilometer oostelijk van de monding van de rivier de Eurymedon. Kolonisten uit Cyme in Aeolië, een antiek district in Klein-Azië, stichtten de stad in de 7e eeuw v.Chr. Dankzij de goede natuurlijke haven voor kleine bootjes werd Side een belangrijke handelsplaats in Pamphylië – het gebied in zuidelijk Klein-Azië tussen Lycië, Cilicië, de Middellandse Zee en het gebergte Taurus.
Gedurende de 6e eeuw v.Chr. maakte Side deel uit van het Lydische rijk. Het verkreeg gedeeltelijke autonomie onder Perzische heerschappij na 547 v.Chr. Side sloeg zijn eigen munten vanaf de 5e eeuw v.Chr., zelfs toen het nog onder Perzische heerschappij viel.
Alexander de Grote bezette Side, zonder daarvoor een gewapende strijd te hoeven voeren, in 333 v.Chr. Alexander liet slechts een enkel garnizoen achter om de stad in handen te houden. De bezetter bracht de bevolking in contact met de Hellenistische cultuur, die de stad zou domineren van de 4e eeuw v.Chr. tot de 1e eeuw v.Chr. Na Alexanders dood kwam de stad onder controle van een van Alexanders generaals, Ptolemaeus, die zichzelf in 305 v.Chr. uitriep tot koning van Egypte. Het Ptolemaeïsche rijk beheerste Side tot het werd verslagen door het Seleucidische rijk in de 2e eeuw v.Chr. Ondanks deze bezettingen slaagde Side erin een mate van zelfstandigheid te behouden en zich te ontwikkelen tot een welvarend en belangrijk cultureel centrum in de regio.
In 190 v.Chr. versloeg een vloot van het Griekse eiland Rhodos, met ondersteuning van het Romeinse Rijk en het koninkrijk Pergamon, de vloot van de Seleucidische koning Antiochus III de Grote, die onder bevel stond van de voortvluchtige Carthaagse generaal Hannibal. De nederlaag van Hannibal en Antiochus bevrijdde Side van de heerschappij van het Seleucidische rijk. In de 1e eeuw v.Chr. vestigden Cilicische zeerovers hun hoofdkwartier en een belangrijke slavenhandelspost in Side.
Side kwam onder controle van het Romeinse Rijk nadat de Romeinse generaal Pompeius deze vrijbuiters in 67 v.Chr. versloeg. Keizer Augustus deelde Pamphylië (en Side) in 25 v.Chr. in bij de provincie Galatia. Dit leidde een nieuwe periode van voorspoed voor Side in als een handelscentrum in Klein-Azië, die zou voortduren tot ruim in de 3e eeuw. Wederom werd Side hierbij het centrum van de slavenhandel in het Middellandse Zeegebied. Tevens was de grote commerciële vloot geregeld betrokken bij piraterij. De meeste ruïnes in het huidige Side stammen uit deze welvarende periode. Rijke handelaren betaalden bij wijze van belasting voor openbare werken en prestigieuze gebouwen, maar ook voor spelen en gladiatorengevechten.
Het verval van Side begon vanaf de 4e eeuw. Dikke stadsmuren konden opeenvolgende invasies van bewoners van de Taurus niet voorkomen. In de 7e eeuw werd Side geplunderd en platgebrand door diverse Arabische vloten. Ten slotte werd de stad in de 12e eeuw verlaten toen hij na een opleving wederom geplunderd werd. De bevolking verhuisde grotendeels naar Antalya, en naar Side werd geleidelijk aan verwezen als Eski Adalia (Oud-Antalya).
Side werd pas terug bewoond in 1895, door Griekse moslims die uit Kreta gevlucht waren. Op dat moment heette Side Selimiye.

## Klimaat
| Maand                  | jan | feb | mrt | apr | mei | jun | jul | aug | sep | okt | nov | dec | Jaar  |
| ---------------------- | --- | --- | --- | --- | --- | --- | --- | --- | --- | --- | --- | --- | ----- |
| Gemiddeld maximum (°C) | 15  | 16  | 18  | 21  | 26  | 31  | 34  | 33  | 31  | 26  | 20  | 16  | 23,9  |
| Gemiddeld minimum (°C) | 5   | 5   | 7   | 10  | 14  | 18  | 21  | 21  | 18  | 14  | 9   | 7   | 12,4  |
|                        |     |     |     |     |     |     |     |     |     |     |     |     |       |
| Neerslag (mm)          | 238 | 191 | 102 | 48  | 28  | 9   | 5   | 2   | 13  | 70  | 150 | 223 | 1.079 |
| Bron: WeerOpReis.com   |     |     |     |     |     |     |     |     |     |     |     |     |       |

## Bezienswaardigheden
Van het antieke Side is een ruïne overgebleven met restanten van een:
- Theater voor circa 20.000  toeschouwers
- Nymphaeum
- Aquaduct
- Agora
- Staatsagora (Bibliotheek)
- Grote Therme
- Stadsmuur
- Apollon-/Artemis-Tempel, met een Byzantijnse kerk
- Basiliek en bisschopspaleis
- Side-Museum in de Agora-Therme

## Trivia
Side heeft zijn naam geleend aan een type Anatolische granaatappel, een symbool voor overvloed en vruchtbaarheid.